# Одіссей Музенідіс
Одіссей Музенідіс (англ. Odisseas Mouzenidis, 30 червня 1999) — грецький легкоатлет, чемпіон Європи 2016 року зі штовхання ядра серед юнаків, бронзовий призер чемпіонату світу 2018 року серед юніорів у штовханні ядра.

## Основні міжнародні виступи
| Рік  | Змагання                       | Місто    | Місце | Примітки |
| ---- | ------------------------------ | -------- | ----- | -------- |
| 2015 | Чемпіонат світу серед юнаків   | Калі     | 2кв7  |          |
| 2016 | Чемпіонат Європи серед юнаків  | Тбілісі  | 1     |          |
| 2016 | Чемпіонат світу серед юніорів  | Бидгощ   | 1кв11 |          |
| 2017 | Чемпіонат Європи серед юніорів | Гроссето | 3     |          |
| 2018 | Чемпіонат світу серед юніорів  | Тампере  | 3     | [ 1 ]    |
| 2019 | Чемпіонат Європи серед молоді  | Євле     | 7     |          |
| 2021 | Кубок Європи з метань U23      | Спліт    | 2     |          |